# Taraxacum recedens
{{#ifeq:0|0|{{#if:|{{#if:Taraxacumrecedens|[[]}}|}}}}
Taraxacum recedens — вид трав'янистих рослин родини Айстрові (Asteraceae), ендемік Ян-Маєну. Усі Taraxaca на Ян-Маєні належать секції Spectabilia.

## Опис
Плоди червоні або червонуваті. Більшість листів цілі або майже цілі. T. recedens — висока й шорстка рослина зі значно більш зубчастими і лопатевими листами, великими і темними квітковими головами, ширшими зовнішніми приквітками, більш яскравими стовпчиками приймочок, більшими й менш зубчастими сім'янками, ніж у T. purpuridens.

## Поширення
Ендемік Ян-Маєну, відомий з кількох місць.